# جزیره گرنیت (استرالیای جنوبی)
جزیره گرنیت (به انگلیسی: Granite Island) یک عوارض جغرافیایی در استرالیا است که در استرالیای جنوبی واقع شده‌است.